# Saltoro Kangri
Saltoro Kangri to najwyższy szczyt łańcucha Saltoro Range, który jest częścią Karakorum. Saltoro Kangri leży w regionie kontrolowanym przez Indie na południowy zachód od lodowca Siachen.
Pierwszego wejścia dokonali uczestnicy zespołu japońsko-pakistańskiego: A. Saito, Y. Takamura i R.A. Bashir 24 lipca 1962.
Odnotowano tylko jedno późniejsze wejście w 1981 r. i żadnych innych prób.